# Ubagan
Der Ubagan (russisch Убаган; kasachisch Обаған, Obaghan) ist mit 376 Kilometern Länge der einzige nennenswerte rechte Zufluss des Tobol im asiatischen Teil von Kasachstan und Russland.

## Flusslauf
Der Ubagan entspringt dem Karatschinskoje-See in der Turgaisenke in Kasachstan, fließt im Zuge dieser Senke nach Norden und bildet nach etwa 100 km nahe der Siedlung Qusmuryn (kasachisch Құсмұрын; russisch Кушмурун, Kuschmurun) den rund 210 km² großen und maximal 3 m tiefen Qusmuryn-See (Kuschmurun-See), von dem aus er die russische Grenze überquert und unmittelbar danach in den Tobol mündet.
Im Zuge des Dawydow-Plans war ab den 1950er-Jahren vorgesehen, den Ubagan mit dem Turgai zu verbinden und seinen Lauf zu nutzen, um einen Teil der nach Norden ins Meer abfließenden Wassermassen des Ob und Irtysch nach Süden in die Aralo-Kaspische Niederung mit dem Aralsee zu leiten. Der Fluss hätte dadurch mit Hilfe wasserbaulicher Maßnahmen seine Fließrichtung geändert und die Kasachische Schwelle überwunden.